# 墨爾本交通
墨爾本大眾運輸系統是一個規畫完整而且高度多樣化的交通運輸系統,以墨爾本CBD為中心向外發展,大眾運輸系統基本上由以下幾種交通工具構成:
- 世界最大的輕軌電車交通網
- 公車
- 鐵路
- 跨城市鐵路 V-Line （页面存档备份，存于）
- 跨州鐵路
- 高速公路
- 機場
- 渡船港口
- 計程車
- 腳踏車共乘